# Eurytemora asymmetrica
Eurytemora asymmetrica is een eenoogkreeftjessoort uit de familie van de Temoridae. De wetenschappelijke naam van de soort is voor het eerst geldig gepubliceerd in 1935 door Smirnov.